# Travelers and Thieves
Travelers and Thieves è il secondo album in studio del gruppo musicale statunitense Blues Traveler, pubblicato nel 1991.

## Tracce
1. The Tiding (Brendan Hill, Chan Kinchla, John Popper, Bobby Sheehan) – 1:30
2. Onslaught (Popper, Sheehan) – 6:08
3. Ivory Tusk (Kinchla, Popper) – 5:15
4. What's for Breakfast (Popper, Sheehan) – 3:45
5. I Have My Moments (Kinchla, Popper) – 4:12
6. Optimistic Thought (Popper) – 3:28
7. The Best Part (Popper) – 4:49
8. Sweet Pain (Popper) – 7:41
9. All in the Groove (Popper) – 4:15
10. Support Your Local Emperor (Kinchla, Popper, Sheehan) – 6:54
11. Bagheera (Hill, Kinchla, Popper) – 4:21
12. Mountain Cry (Hill) – 9:07